# Boxe nos Jogos Pan-Americanos de 2019 - Peso leve feminino
A categoria até 60 kg feminino ou leve feminino do boxe nos Jogos Pan-Americanos de 2019, foi disputada entre 29 e 2 de agosto na Villa Desportiva Regional de Callao, no Coliseu Miguel Grau.

## Calendário
Horário local (UTC-5).
| Data        | Horário | Fase             |
| ----------- | ------- | ---------------- |
| 29 de julho | 14:00   | Quartas-de-final |
| 30 de julho | 18:30   | Semifinal        |
| 2 de agosto | 19:00   | Final            |

## Medalhistas
| Ouro   | BRA Beatriz Ferreira                   |
| Prata  | ARG Dayana Sánchez                     |
| Bronze | USA Rashida Ellis MEX Esmeralda Falcon |

## Resultados
Os resultados foram os seguintes. 

### Chave
|  | Quartas de final     | Quartas de final     | Quartas de final |  |  | Semifinal            | Semifinal            | Semifinal          |   |                      | Final                | Final | Final |
|  |                      |                      |                  |  |  |                      |                      |                    |   |                      |                      |       |       |
|  | BRA Beatriz Ferreira | BRA Beatriz Ferreira | 5                |  |  |                      |                      |                    |   |                      |                      |       |       |
|  | PER Esperanza Míñope | PER Esperanza Míñope | 0                |  |  | BRA Beatriz Ferreira | BRA Beatriz Ferreira | 3                  |   |                      |                      |       |       |
|  | VEN Krisandy Rios    | VEN Krisandy Rios    | 2                |  |  | USA Rashida Ellis    | USA Rashida Ellis    | 2                  |   |                      |                      |       |       |
|  | USA Rashida Ellis    | USA Rashida Ellis    | 3                |  |  |                      |                      |                    |   | BRA Beatriz Ferreira | BRA Beatriz Ferreira | 5     |       |
|  | MEX Esmeralda Falcon | MEX Esmeralda Falcon | 5                |  |  |                      | ARG Dayana Sánchez   | ARG Dayana Sánchez | 0 |                      |                      |       |       |
|  | NCA Scarleth Ojeda   | NCA Scarleth Ojeda   | 0                |  |  | MEX Esmeralda Falcon | MEX Esmeralda Falcon | 1                  |   |                      |                      |       |       |
|  | CAN Irene Fiolek     | CAN Irene Fiolek     | 2                |  |  | ARG Dayana Sánchez   | ARG Dayana Sánchez   | 4                  |   |                      |                      |       |       |
|  | ARG Dayana Sánchez   | ARG Dayana Sánchez   | 3                |  |  |                      |                      |                    |   |                      |                      |       |       |
|  |                      |                      |                  |  |  |                      |                      |                    |   |                      |                      |       |       |
|  |                      |                      |                  |  |  |                      |                      |                    |   |                      |                      |       |       |